# Pâmiut (Schiff)
Die Pâmiut war ein Fischereiforschungsschiff des Grønlands Naturinstitut.

## Geschichte
Das Schiff wurde unter der Baunummer 61 auf der Werft Ørskovs Staalskibsværft als Heckfänger gebaut. Der Stapellauf des Schiffes fand im Dezember 1970 statt, die Fertigstellung erfolgte im Juli 1971. Das Schiff wurde von Royal Greenland betrieben und war zunächst an Grønlands Naturinstitut verchartert. 1996 kaufte Grønlands Naturinstitut das Schiff und ließ es zum Forschungsschiff umbauen.
Das Schiff wurde in erster Linie für die Überwachung der Garnelen-, Heilbutt- und Kabeljaubestände in den Gewässern um Grönland eingesetzt. Das Schiff konnte auch gechartert werden. Die Tageskosten beliefen sich auf 100.000 DKK (2015).
Aufgrund des Alters wurde das Schiff 2018 außer Dienst gestellt. 2019 wurde es verschrottet. Als Ersatz wurde Ende 2021 die Tarajoq in Dienst gestellt.

## Technische Daten und Ausstattung
Das Schiff wurde von einem Alpha-Dieselmotor (Typ: 16V 23LU) mit 2325 PS Leistung angetrieben. Der Motor wirkte über ein Untersetzungsgetriebe auf einen Propeller. Für die Stromerzeugung standen drei Dieselgeneratoren zur Verfügung. Zwei wurden von MAN-B&W-Dieselmotoren (Typ: 3T23HH), einer von einem Scania-Dieselmotor (Typ: DS1140M205) angetrieben.
Die Decksaufbauten befanden sich in der vorderen Hälfte des Schiffes. Im Mast auf den Decksaufbauten befand sich ein geschlossener Ausguck, der für die Beobachtung von Meeressäugern und -vögeln genutzt werden konnte. An Bord war Platz für 12 Besatzungsmitglieder und 16 Wissenschaftler. Hinter den Decksaufbauten befand sich ein offenes Arbeitsdeck. Zum Einholen der Netze war das Schiff mit einer Heckaufschleppe ausgestattet.
Der Rumpf des Schiffes war eisverstärkt (Eisklasse A).